# كأس بطولة كأس العالم
كأس العالم هو كأس ذهبي يُكافأ به الفائز ببطولة كأس العالم لكرة القدم. قُدِّم حتّى الآن كأسان مختلفان للفائزين بالبطولة منذ بدايتها عام 1930 وهما: كأس جول ريميه من عام 1930 إلى عام 1970 وكأس بطولة كأس العالم من عام 1974 حتى الآن. أول كأس قُدِّمت هي (كأس النصر) لكن لاحقاً أُعيدت تسميته على اسم رئيس الفيفا جول ريميه تكريماً له باعتباره الأب الروحي للبطولة وصاحب فكرتها، وقد كان مصنوعاً من الفضة ومطليّاً بالذهب، ذا قاعدة زرقاء من اللازورد وقد صُوِّرَ بنيكه إله النصر عند اليونان. فازت البرازيل بالكأس في 1970 إلى الأبد ممّا دفع الفيفا إلى إنشاء كأس بديل. ولكن في عام 1983 سُرِقَتْ كأس جول ريميه ولم تُستعَد قط. الكأس الحالي يسمى (كأس الفيفا لبطولة كأس العالم) (بالإنجليزية: FIFA World Cup Trophy) وقُدِّم في عام 1974. وهو مصنوع من 18 قيراطاً من الذهب مع قاعدة من المرمر؛ يُصوِّر شخصان من البشر يحملان الكرة الأرضية. والفائز الحالي بالكأس هو منتخب الارجنتين الحائز على نسخة كأس العالم 2022.

## إنشاء البطولة

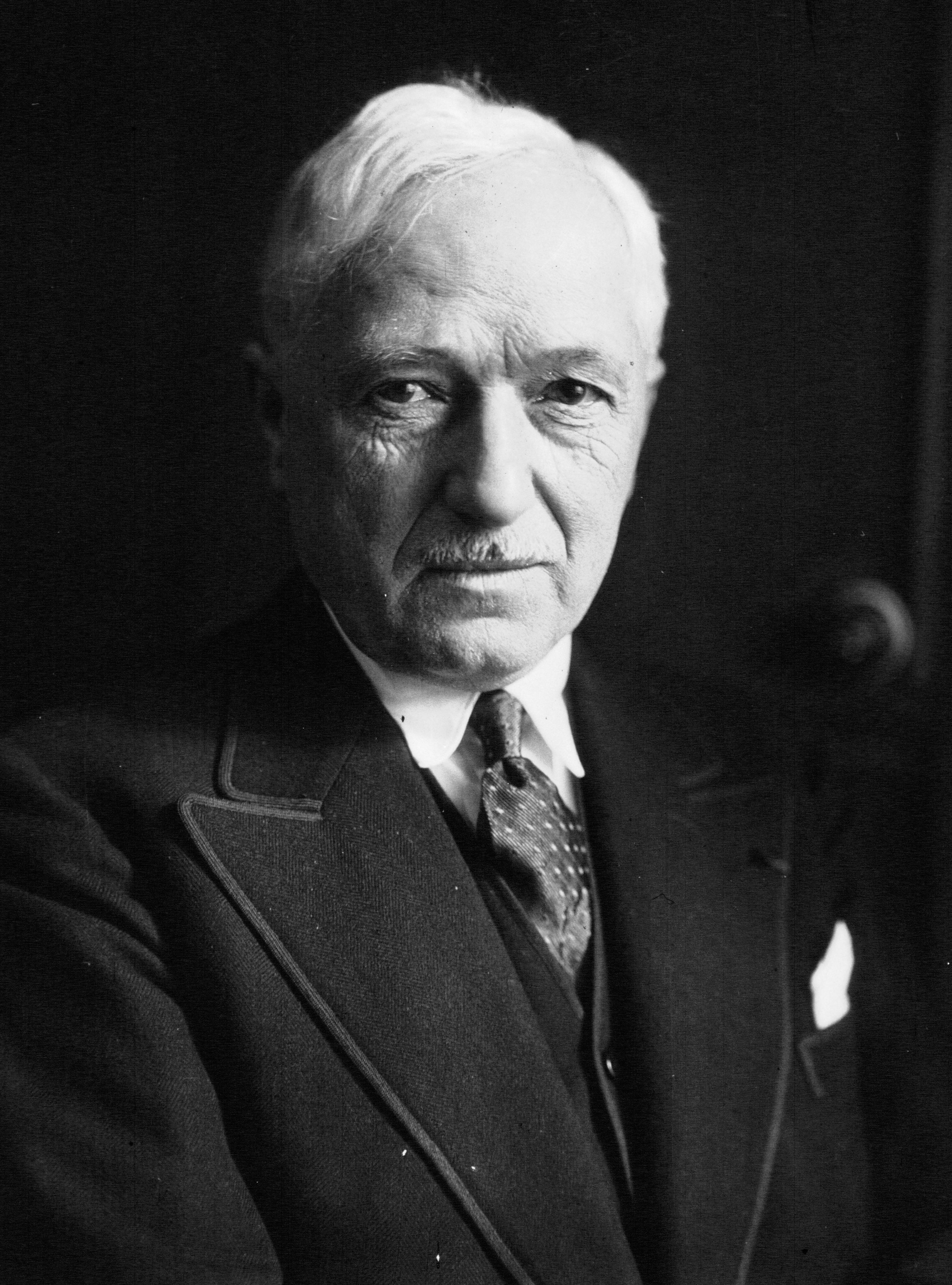
صورة جول ريميه رئيس الفيفا الثالث وصاحب احياء وتنفيذ فكرة كأس العالم.

ترجع فكرة إقامة كأس العالم لكرة القدم إلى أول اجتماع للاتحاد الدولي لكرة القدم عام 1904 في باريس، وبحضور سبع دول هي: سويسرا وبلجيكا والدانمارك وفرنسا وهولندا وإسبانيا والسويد. حيث تبنى الاتحاد الدولي فكرة إقامة بطولة عالمية لكرة القدم، بعد أن استغرق القرار وقتا طويلا للاتفاق عليه. بسبب عدة صعوبات، كانت أبرز هذه الصعوبات هي رفض اللجنة الأولمبية الدولية لفكرة البطولة خوفاً من تأثيرها على الدورات الأولمبية العريقة، وكذلك خوفاً من سيطرة الاتحاد الدولي على اللعبة الأكثر شعبية في العالم.
نهضت الفكرة مرة أخرى عام 1921 على يد المحامي الفرنسي جول ريميه، والذي أصبح لاحقا رئيساً للاتحاد الدولي لكرة القدم والذي عمل جاهداً بكل ما بوسعه لإطلاق أول بطولة عالمية لكرة القدم، وبعد مرور سبعة أعوام على تعيينه في منصب الرئاسة وافق الاتحاد الدولي لكرة القدم في اجتماع تاريخي عقد في 25 مايو 1928 على إقرار بطولة كأس العالم، وتسميتها ببطولة كأس النصر.
تقدمت الأوروغواي بطلب تنظيم البطولة، وتمت الموافقة نظرا لأنها كانت رائدة المنتخبات في ذلك الوقت وبطلة آخر دورتين أولمبيتين، وقدمت تسهيلات للمنتخبات المشاركة، وتكفل الاتحاد الدولي بدفع مصاريف الفرق وتنقلاتها الصعبة في ذلك الوقت. قبل عامين من انطلاق منافسات أول كأس عالم، اشترطت التعليمات وجوب وجود جائزة ثمينة تقدم للمنتخب الفائز بالبطولة العالمية، مما دفعهم إلى إنشاء كأس النصر (كأس جول ريميه). وانطلقت البطولة لأول مرة عام 1930 ولا زالت مستمرة كل 4 سنوات حتى اليوم.

## كأس جول ريميه

### التسمية

صورة كأس جول ريميه أول نسخة من كأس العالم

تعتبر كأس جول ريميه أول كأس يستخدم في كأس العالم. في الأصل كان يسمى بـ كأس النصر ولكن سمي بعد ذلك بكأس العالم (بالفرنسية: Coupe du Monde)، وتم تبديل اسمه رسميا في عام 1946 تكريما لدور رئيس الفيفا جول ريميه الذي سعى بجهود مضنية لإحياء البطولة مرة أخرى والعمل على انطلاقها أثناء عام 1929.

### التصميم
صمم الكأس بواسطة أبيل لافلور الذي صنعه من الذهب الخالص ذو قاعدة من الرخام الأبيض، وفي عام 1958 تم استبداله بقاعدة مصنوعة من اللازورد الأزرق، يبلغ ارتفاعه 35 سنتيمتر ووزنه 3.8 كيلو جرام وقد تم تصميم الكأس على تمثال مجنح للإله نايك Nike وهو إله النصر في اليونان يحمل علي رأسه قدر ذهبي كرمز لتتويج الفريق المنتصر بالبطولة.

### تاريخه
انتقل كأس جول ريميه لأول مرة إلى الأوروغواي التي استضافت البطولة لأول مرة عام 1930، على متن سفينة كونتي فيردي التي أبحرت من فيلفرانش سور مير بجنوب نيس بفرنسا في 21 يونيو 1930 وهذه كانت نفس السفينة التي تنقل على متنها جول ريميه ولاعبي فرنسا ورومانيا وبلجيكا الذين كانوا شاركوا في البطولة هذه السنة. وأول من حصل على هذه الكأس هو الأورغواي.
أثناء الحرب العالمية الثانية وحينما كان الكأس بحوزة المنتخب الإيطالي الفائز بالنسخة الثالثة في عام 1938. قام أوترينو براسي نائب رئيس الفيفا ورئيس اتحاد إيطاليا لكرة القدم بنقل الكأس سرا من بنك في روما وخبأه في علبة أحذية تحت سريره لمنع القوات المتحاربة من الاستيلاء عليه، وبعد ذلك تم إخراج الكأس الي النور عام 1950 ليذهب إلى سويسرا التي كانت تستضيف البطولة وقتها.
في 20 مارس 1966، قبل كأس العالم لكرة القدم 1966 بأربعة شهور في إنجلترا سُرقت الكأس من قبل لص خلال المعرض العام في قاعة منستير المركزية، ثم تم العثور عليه بعد أسبوع من سرقته ملفوفا في صحيفة أسفل سياج حديقة في أحد ضواحي نوروود جنوب لندن، وعثر عليه كلب مسمى ببيكلز.

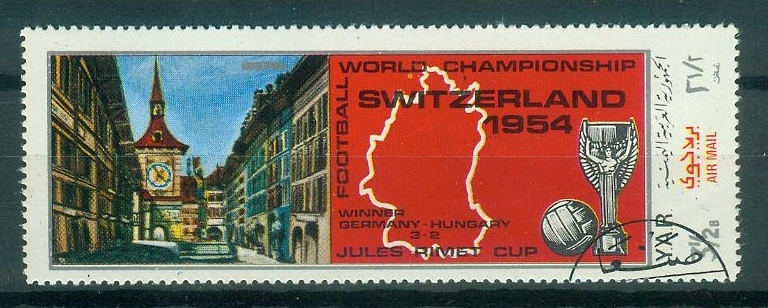
طابع يمني عليه صورة الكأس باللون الرصاصي لبطولة 1954 التي أقيمت في سويسرا وفازت بها ألمانيا الغربية

بعد هذه الواقعة، قام الاتحاد الإنجليزي لكرة القدم سراً بصنع نسخة طبق الأصل من الكأس لاستخدامها في الاحتفالات بعد المباراة كإجراء أمني. النسخة استخدمت أيضا في مناسبات لاحقة حتى عام 1970. بعد ذلك قام الاتحاد الدولي لكرة القدم بكشف واقعة إنشاء هذه النسخة وصرح انه لم يعط الأذن للاتحاد الإنجليزي بذلك، مما دفع إلى إخفاء هذه النسخة تماما فيما بعد بواسطة النحات الذي صنع هذه النسخة، وظهرت هذه الكأس مرة أخرى عام 1997 وتم عرضها في مزاد علني وتم بيعها بقيمة 254,500 جنيه استرليني، وقد كانت الفيفا هي المشتري، ارتفع سعر المزاد عدة مرات من 20000 إلى 30000 الذي أدى إلى اعتقاد الفيفا بأن الكأس ليس نسخة طبق الأصل، ولكن بعد عدة تجارب لاحقة أكدت الفيفا أن الكأس فعلا هو النسخة التي تم صنعها منه وتم وضعها في المتحف الإنجليزي الوطني في بريستون، وهي حاليا معروضة في مدينة مانشستر بـإنجلترا
وفي عام 1970 فاز المنتخب البرازيلي بالبطولة للمرة الثالثة، مما سمح لهم (طبقا للقوانين) بالاحتفاظ بالكأس الحقيقي للأبد الذي نص عليه ريميه في 1930. وضعت الكأس في مقر اتحاد البرازيل لكرة القدم الذي يقع في ريو دي جانيرو داخل كابينة أمام زجاج المضاد للرصاص. ولكن في 19 ديسمبر 1983 سرق الكأس من الكابينة للمرة الثانية بعد سرقته عام 1966 من قبل أربعة رجال كان محكوما عليهم غيابيا. ولم يتم استعادة هذه الكأس إلى الأبد، وقام الاتحاد الدولي لكرة القدم بتكليف ايستمان كوداك لصناعة كأس بديلة، وتم ذلك باستخدام 1.8 كجم (£ 3,97) من الذهب. وقدمت هذه النسخة إلى البرازيل.

## كأس البطولة الحالي

كأس البطولة الحالي

### التصميم
كلفت الفيفا بصنع بديل للكأس في بطولة 1974. استلمت الفيفا 53 عرضا تقديما من نحاتين من سبع دول. وقامت اللجنة باختيار الفنان الإيطالي سيلفيو غازانيغا لشرف صناعة الكأس الجديدة، بلغ ارتفاع هذا الكأس المقترحة 36.5 سم (14.4 بوصة).. ويتكون من 5 كجم (11 رطل) من الذهب عيار 18 بنسبة 75٪ مع قاعدة قطرها 13 سم (5.1 بوصة) مكتوب عليها كأس العالم لكرة القدم والتي تحتوي على طبقتين من المرمر، أكد مارتن بوليكوف أن الكأس مجوف ولكنه متين لأنه إذا كان مصمتا سيكون وزنه من 70-80 كجم وسيكون ثقيلا جدا للحمل.
تم صناعة الكأس في بيرتوني بميلانو. في مدينة باديرنو دونيانو، ووصل وزنه الكلي إلى 6.175 كجم (£ 13,6) ويصور اثنين من الشخصيات البشرية يمسكان الأرض. وصف جازانيجا فكرة تصميم الكأس بأنها "خطوط الربيع الخارجة من قاعدة وترتفع على شكل لولبي، وتمتد يدها إلى الخارج لكي تلمس العالم. وصورت الفكرة على شكل اثنين من الرياضيين في لحظة النصر، بلغت تكلفة إنشاء هذه الكأس وقتها 50 ألف دولار، وأصبحت قيمته الحالية ما يعادل 10 ملايين دولار.
يتم نقش اسم الفريق الفائز بالبطولة في خلفية الكأس لتبدو غير مرئية إذا حمل الكأس من الأمام. ينقش اسم العبارة والسنة بلغة الفائز،  مثال: 1994 Brasil (بالبرتغالية) و 1974 Deutschland (بالألمانية)، حتى بطولة 2010 بلغت عدد الأسماء المحفورة على القاعدة 10 فائزين. لا يعرف أحد حتى الآن ما هو مستقبل الكأس بعد أن تمتلئ كل من منطقة الأسماء في قاعدته، وهذا غالبا لن يحدث حتى بعد نهائيات بطولة 2038، تنص لوائح الفيفا الآن أن الكأس الحالية (على عكس ما سبق) لا يمكن امتلاكها مدى الحياة، يحتفظ الفائز بالبطولة بالكأس الأصلية لمدة 4 سنوات ثم يحصل بعدها على نسخة طبق الأصل منه مطليه بالذهب ويحتفظ بها مدى الحياة.

### تاريخه

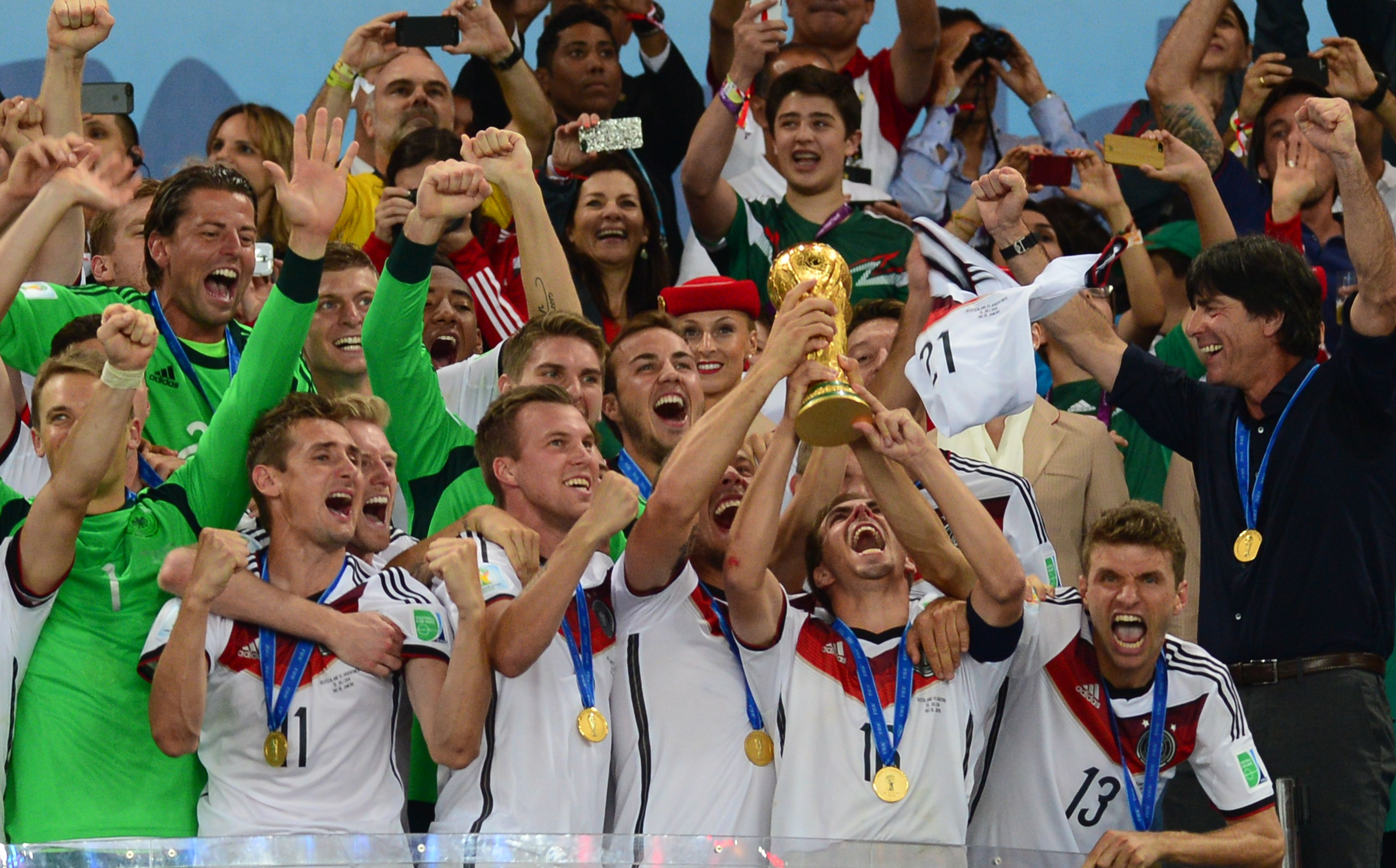
صورة تتويج منتخب ألمانيا حامل كأس البطولة 2014.

كان حامله الأول في بطولة 1974 الكابتن الألماني فرانز بيكنباور، يليه كابتن الأرجنتين دانيال باساريلا في عام 1978، ثم كابتن منتخب إيطاليا دينو زوف عام 1982، ثم كابتن منتخب الأرجنتين دييغو مارادونا في عام 1986 ثم كابتن ألمانيا الغربية لوثار ماتيوس في عام كأس العالم 1990، ثم كابتن البرازيل كارلوس دونجا في عام 1994، ثم كابتن منتخب فرنسا ديدييه ديشامب في عام 1998، ثم كابتن البرازيل كافو في عام 2002، ثم فابيو كانافارو كابتن منتخب إيطاليا في عام 2006 وكابتن إسبانيا ايكر كاسياس في عام 2010 ثم فيليب لام كابتن منتخب ألمانيا في 2014 وأخيراً كابتن منتخب فرنسا هوغو لوريس في 2018.
سرق الكأس عدة مرات من الدول التي فازت باللقب، ومن الحلول التي اتخدها الاتحاد الدولي لكرة القدم؛ أن أجبرت الدولة الفائزة بحفظ الكأس في خزنة متكاملة خاصة به مع وجود قوات أمنية لحمايته. كذلك من المقترحات التي طبقها الاتحاد الدولي هو عمل نسخة مطابقة ورقية للكأس بكامل المواصفات والقياسات. ففي عام 2002 عندما أقيمت فعالية كأس العالم شوهِدَتْ في نقل تلفزيوني النسخة المطابقة للكأس الأصلية لأول مرة، وفي عام 2004 صرح رئيس الاتحاد الدولي لكرة القدم آنذاك بأن ذلك الكأس ليس بالكأس الأصلي. ولأسباب أمنية خاصة عملت هذه النسخة؛ وقد تم التخلص من تلك النسخة للأبد. بينما الكأس التي شوهِدَتْ في 2006 هي الكأس الأصلية التي صممها المصمم الإيطالي سيلفيو غازانيغا، ولكن بعض الناس حتى الآن تظن أن الكأس التقليدية لازال موجودًا. يذكر أن الكأس المستنسخة قد تم صهرها والتخلص منها في عام 2004، ثم بيعها كذهب خالص، ثم تم التبرع بقيمته إلى منظمة اليونيسيف، ولا يوجد حالياً أي نسخ مطابقة له من الذهب وإنما يوجد نسخة ورقية محفوظة لدى الاتحاد الدولي لكرة القدم.

## محاولات سرقة الكأس

### سرقة 1966

صورة للكلب الذي عثر على كأس العالم المفقود عام 1966

في أثناء أحداث بطولة كأس العالم عام 1966 في إنجلترا أقيم معرض خاص بالطوابع في 19 مارس 1966 ضم في إحدى صالات كأس العالم الذهبية «كأس جول ريميه» ليطلع عليها زائرو المعرض، لكن في اليوم التالي اكتشف الحراس اختفاء الكأس، فاستنفرت الشرطة الإنجليزية (سكوتلاند يارد) وجنّدت ثلثي رجالها للبحث عنها، وأعلن الاتحاد الإنجليزي عن جائزة عشرة آلاف جنيه إسترليني لمن يقدم معلومات تؤدي إلى العثور عليها، في يوم الاثنين 21 مارس تلقي جو ميرز رئيس الاتحاد الإنجليزي لكرة القدم مكالمة هاتفية من مجهول لطلب فدية قدرت بـ 15,000 جنيه استرليني في فئات صغيرة، وهدد اللصوص بأنها سوف تذوب الكأس إذا تم إبلاغ الشرطة أو الصحافة.
على الرغم من ذلك، اتصل ميرز بالشرطة وتم الإتفاق مع اللصوص على موعد وتم تحضير فدية كاذبة مكونة من الورق العادي يعلوها عملات حقيقية في حقيبة. وقام اثنان من ضباط الشرطة بتمثيل دور مساعدي ميرز، التقى بهم شخص يدعى «جاكسون» وكان في انتظارهم، وبعد أن تسلم الحقيبة تحرك معهم في سيارة كي يدلهم علي مكان الكأس. كانت هناك فرقة من الشرطة تسمي (الفرقة الطائرة) تتابعهم ولاحظ جاكسون ذلك في ضوء حركة المرور في شارع بارك كيننجتون وعندما أشار لهم علي عربيات مقابلة ترك العربة وهرب سريعا، ولكن الشرطة لاحقته وألقت القبض عليه وأعترف ان اسمه هو إدوارد بتشيلي، لص هاوي وتاجر سيارات مستعملة. وكان يسعى للحصول على فدية من وراء السرقة.
و في يوم 27 مارس ديفيد كوربت وكلبه بيكليز (بالإنجليزية: Pickles) كانوا يسيرون في بيولاه هيل مقاطعة جنوب شرق لندن، قام الكلب عن طريق الشم بالعثور علي لفافة صحيفة وأستدل صاحبه على شكل الكأس وقام بتسليمه الي مركز الشرطة. أعلنت الشرطة استعادة الكأس في صباح اليوم التالي، أدين إدوارد بيتشيلي بالسرقة وطلب فدية، وحصل على أحكام متعددة تخطت عامين. وبعد نهائي كأس العالم حضر ديفيد كوربيت عشاء الاحتفال بفريق إنجلترا الفائز بالبطولة، وبعد ذلك تلقى مكافآت مجموعها 6000 جنيه إسترليني. وأصبح الكلب بيكليز بعد فترة وجيزة من المشاهير، وظهر على شاشة التلفزيون وفي بعض الأفلام.

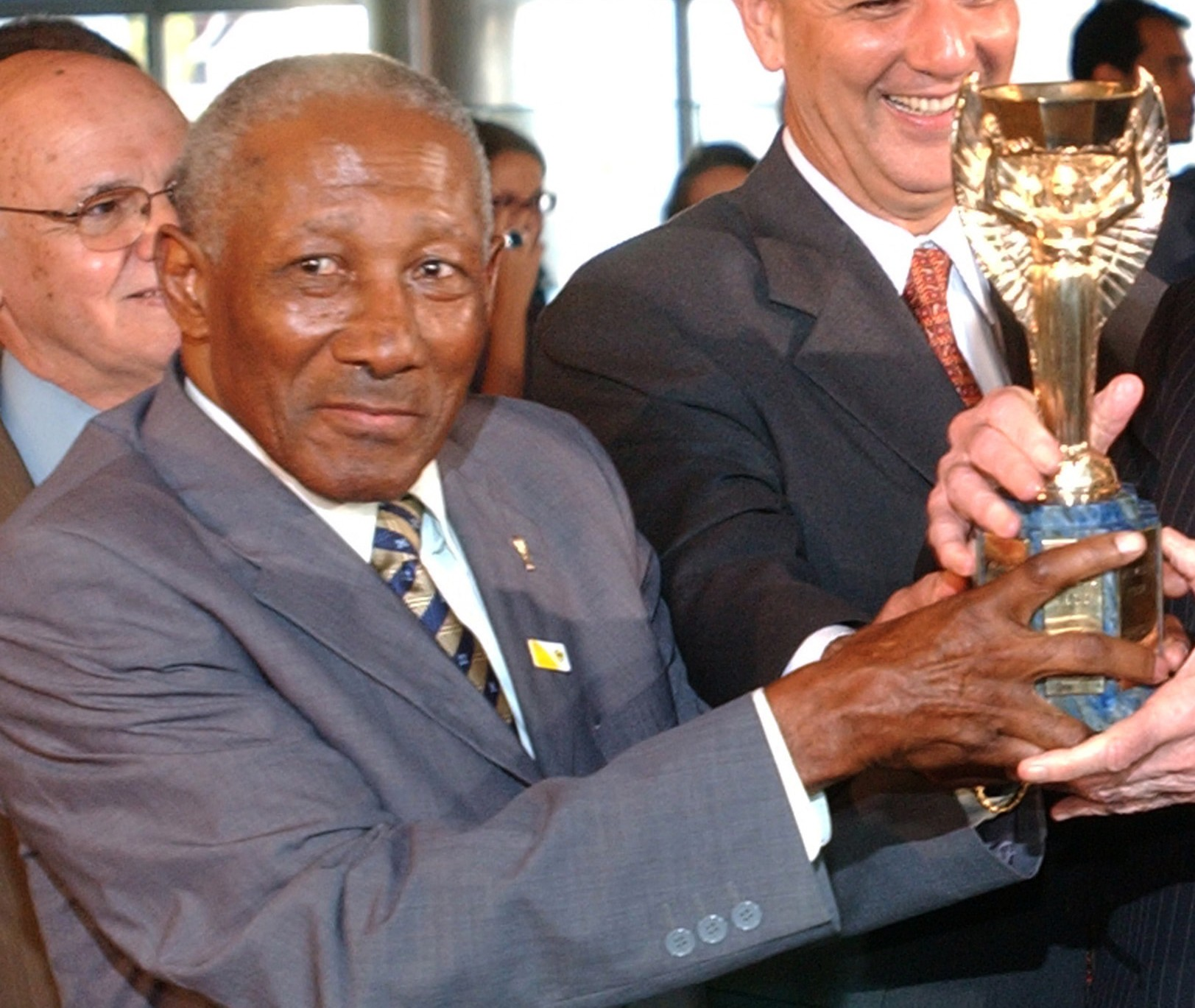
صورة البرازيلي جيلما سانتوس الفائز بكأس العالم 1958 وهو يمسك الكأس المقلدة للكأس الأصلي الذي سرق

صورة لمحاولة سرقة الكأس عام 2010 بجنوب إفريقيا

### سرقة 1983
عقب فوز المنتخب البرازيلي بكأس العالم للمرة الثالثة عام 1970، مما يمنحه وفقا للائحة حق تملك هذه الكأس مدى الحياة، وقررت الفيفا صنع كأس جديدة صممها الإيطالي سيلفيو غازانيغا (الكأس الحالية). تم الاحتفاظ بالكأس في خزانة الأتحاد البرازيلي لكرة القدم في مدينة ريو دي جانيرو واجهته زجاج مضاد للرصاص. ولكن في 19 ديسمبر 1983، لاحظ الحراس في الاتحاد سرقة الكأس من تلك الخزانة، وفشلت الشرطة في العثور على الجناة، وثارت الشكوك في اثنين يعملان كعاملي نظافة في الاتحاد البرازيلي، وفي نهاية المطاف تم إدانة أربعة رجال وأدينوا غيابيا بتهمة السرقة، ولكن لم يتم العثور على الكأس أبدًا ويعتقد أنه تم صهره ثم بيعه في السوق السوداء على شكل سبائك.

قام أسطورة الكرة البرازيلية بيليه وقتها بإلقاء اللوم علي الظروف الاقتصادية السيئة، حيث أن الفقر والجوع يدفعان اللصوص لارتكاب هذه الجرائم، وفي عام 1984 قام الاتحاد البرازيلي بالإتفاق مع شركة ايستمان كوداك لصنع كاس بديل وزنه 1.8 كجم من الذهب باستخدام نسخة قديمة صنعت في ألمانيا الغربية عام 1954 وقال الاتحاد البرازيلي وقتها: «نحن نريد استعادة أحد أهم الرموز الرياضية للشعب البرازيلي، اللص الذي سرقه ليس لديه أي مشاعر وطنية»، وقام الاتحاد الدولي بتقديم الكأس الجديدة إلى الرئيس البرازيلي وتم عمل إجراءات احتفالية وجولة في أرجاء البرازيل. وهو الآن محفوظ في خزانة الاتحاد تحت حراسة مشددة.

### محاولة 2010
تأهل منتخبا أسبانيا وهولندا الي نهائي البطولة. وقبل مباراة النهائي المحددة في 11 يوليو 2010 حاول أحد المشجعين الإسبان سرقة الكأس وهذه كانت المحاولة الأولى لسرقة كأس بطولة كأس العالم بعد 27 عامًا من سرقة كأس جول ريميه. وقام خاومي ماركيت كوت الذي يطلق على نفسه اسم «جيمي جامب» وهو مغامر مهووس بالشهرة مشهور بالركض في الملاعب بذلك وفرضت عليه غرامة مالية قدرها 260 دولار بعد إدانته بالتعدي على ممتلكات الغير ومحاولة سرقة كأس العالم. وجرى كوت داخل الملعب قبل انطلاق نهائي مونديال جنوب أفريقيا بين أسبانيا وهولندا مباشرة، ولكن رجال الأمن نجحوا في إيقافه قبل أن يصل إلى كأس العالم الذي كان موجودا بالملعب. وذكر كوت أنه لم يكن يريد سرقة كأس العالم ولكنه أراد وضع قبعة إسبانية الشكل عليه.
وأشاع بعض من يعرفونه أنه لم يرد المال والذهب بل أراد الشهرة في أن يكون من سارقي الكأس حيث ركض للكأس غير متخفٍ كاشفا وجهه بكل وضوح وعندما قبض عليه صور وهو يقهقه بلا سبب مبتسما لكاميرات الصحفيين أثناء إبعاده عن الملعب.

## الفائزون

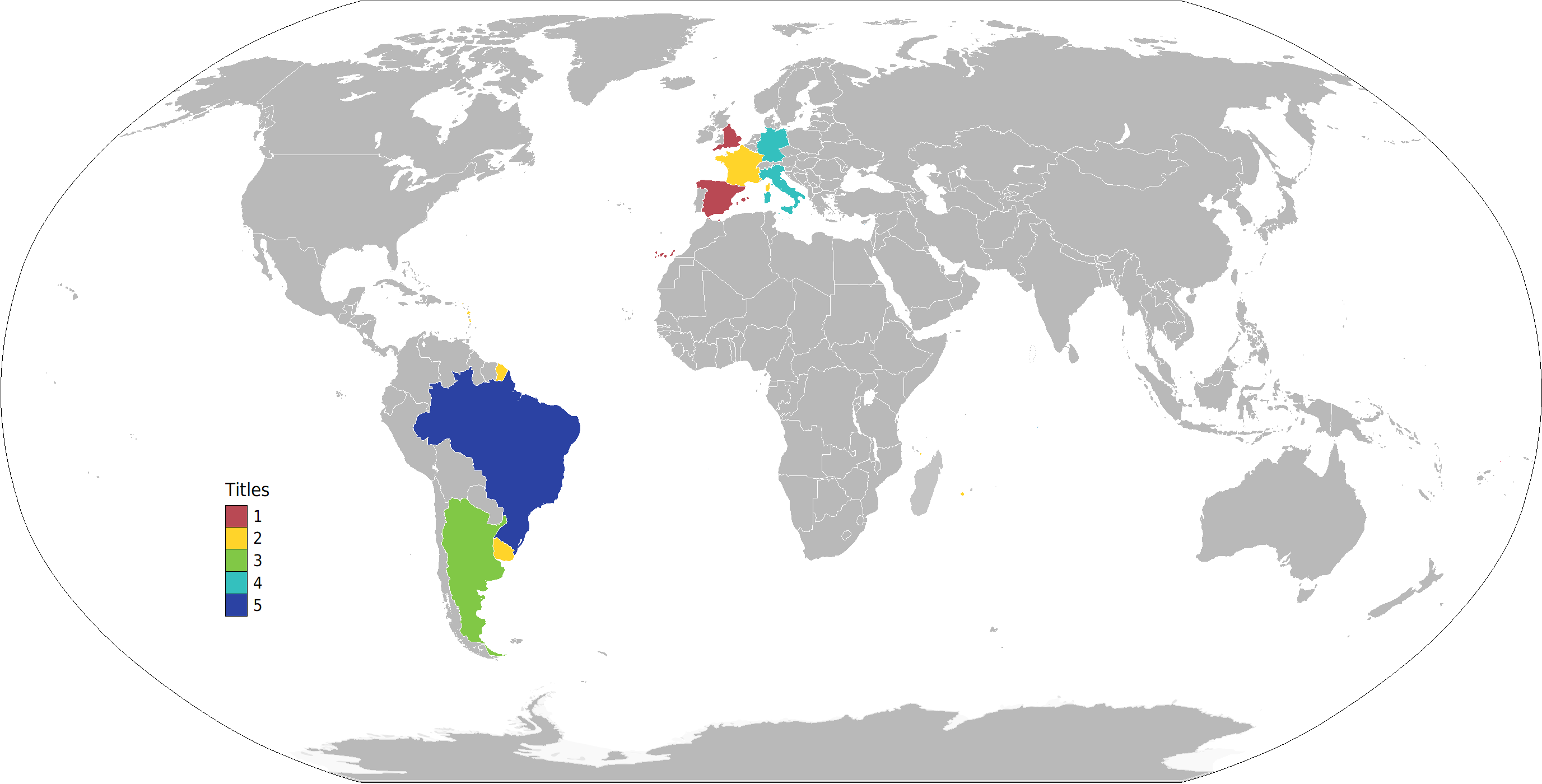
خريطة الدولة الفائزة بكاس العالم بنسختيها، اللون الأغمق يعني عدد مرات الفوز بها

كأس جول ريميه
- الأوروغواي (1930,1950)
- إيطاليا (1934,1938)
- ألمانيا (1954)
- البرازيل (1958,1962,1970)
- إنجلترا (1966)

كأس بطولة كأس العالم
- ألمانيا (،1974,1990, 2014)
- الأرجنتين (1978,1986,2022)
- إيطاليا (1982,2006)
- البرازيل (1994,2002)
- فرنسا (1998, 2018)
- إسبانيا (2010)

| البلد      | كأس جول ريميه | كأس بطولة كأس العالم | المجموع |
| ---------- | ------------- | -------------------- | ------- |
| البرازيل   | 3             | 2                    | 5       |
| إيطاليا    | 2             | 2                    | 4       |
| ألمانيا    | 1             | 3                    | 4       |
| الأوروغواي | 2             | 0                    | 2       |
| الأرجنتين  | 0             | 3                    | 3       |
| فرنسا      | 0             | 2                    | 2       |
| إنجلترا    | 1             | 0                    | 1       |
| إسبانيا    | 0             | 1                    | 1       |
| المجموع    | 9             | 12                   | 21      |

## جولات الكأس

صورة لكأس البطولة في تايلاند ضمن رحلة الكأس حول العالم قبل انطلاق البطولة في جنوب أفريقيا 2010

في عام 2005 أعلن الاتحاد الدولي لكرة القدم بالاتفاق مع شركة كوكاكولا (كراعي رسمي) القيام بجولات عالمية للكأس الأصلية للبطولة لأول مرة (على غرار جولات الشعلة الأوليمبية). تهدف هذه الجولات إلى الترويج للبطولة في مدن العالم قبل انطلاقها. يتم نقل الكأس عبر المدن باستخدام طائرة خاصة ويراقب الكأس فريق أمني وإداري ثابت تابع للفيفا. ويتم عرض الكأس داخل خزينة من الزجاج وسط أجواء احتفالية يشهدها نجوم كرة القدم والفن ورؤساء الدول.

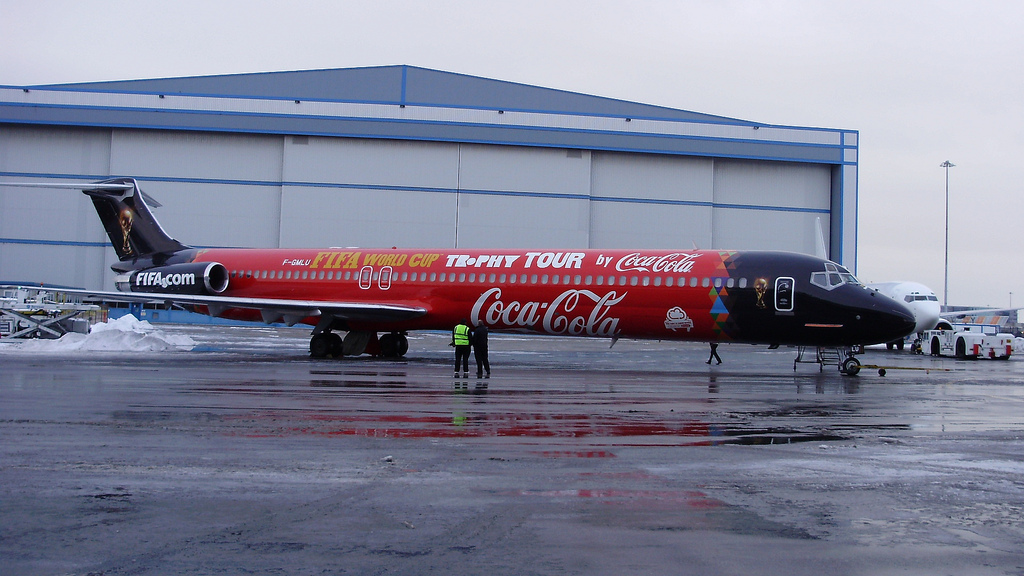
الطائرة المخصصة لنقل الكأس أثناء الجولات حول العالم

شهدت بطولة 2006 بألمانيا أولى هذه الجولات التي تم فيها زيارة 31 مدينة في 28 بلدا على امتداد ثلاثة أشهر عام 2006 قبل انطلاق البطولة، وكانت في الفترة من 7 يناير - 10 أبريل. بدأت هذه الجولة في مدن: أكرا، وانتهى المطاف في روما وريو دي جانيرو ومكسيكو سيتي ولوس أنجلوس وطوكيو وبكين ولندن.
الجولة الثانية لكأس العالم 2010 بجنوب أفريقيا شهدت زيادة في عدد المدن. حيث شملت الجولة 130 مدينة في 84 دولة حول العالم خصص لها 50 دولة أفريقية احتفالا بتنظيم قارة أفريقيا للبطولة لأول مرة. بدأت الجولة من سبتمبر 2009 حتى مايو 2010 مرورا بأوكرانيا حتى نيوزيلاندا ثم كازاخستان واليونان ثم فنزويلا ثم اختتمت الجولات بالمدن الأفريقية قبل ان تصل في نهاية المطاف إلى جنوب إفريقيا البلد المضيف للبطولة.
وفي الجولة الثالثة لكأس العالم 2014 شهدت زيادة عدد الدول حيث شملت 80 دولة ومن المتوقع أن تبلغ المسافات التي قطعها الكأس بنحو 149,576.78 كم.

## معرض صور

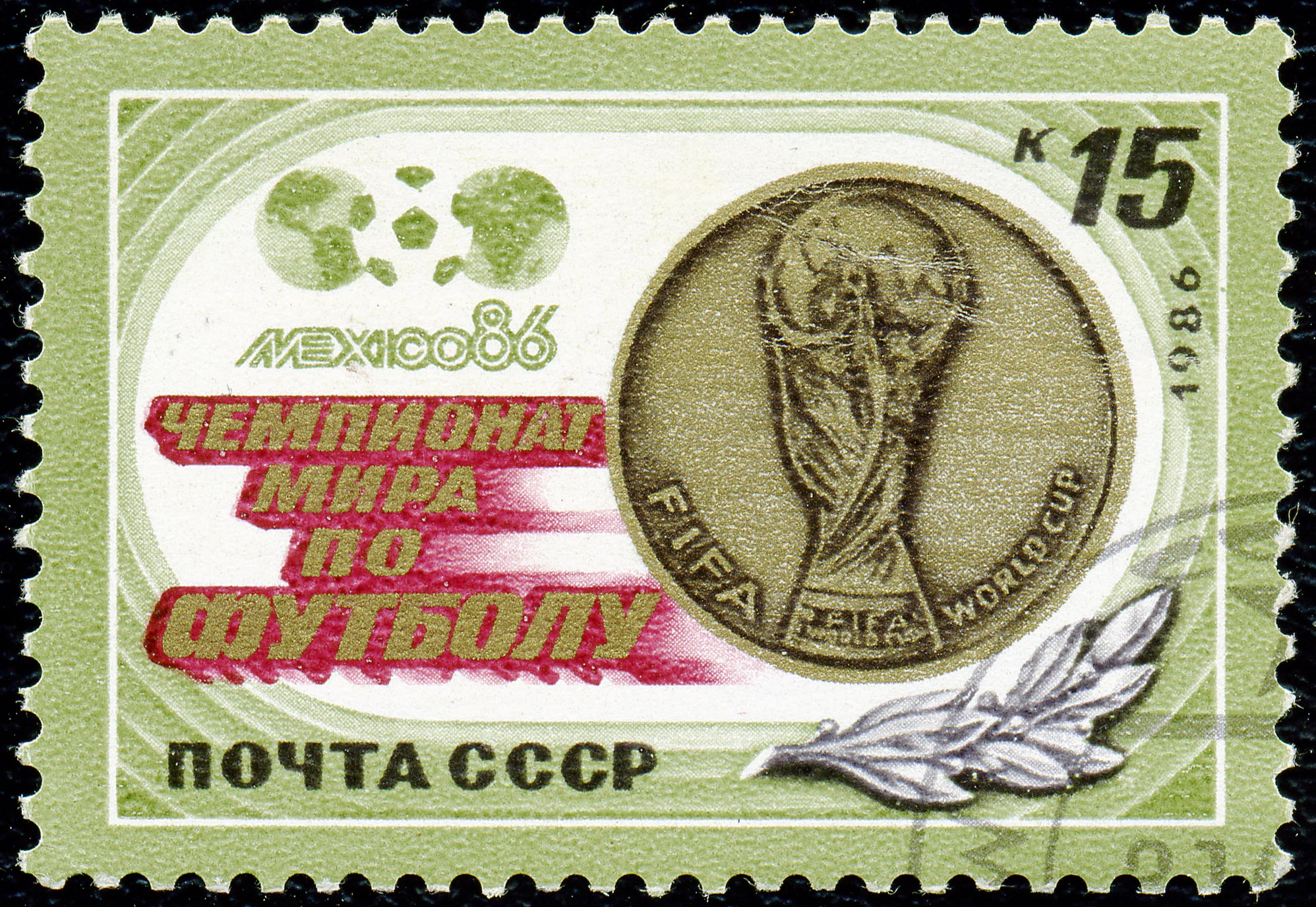
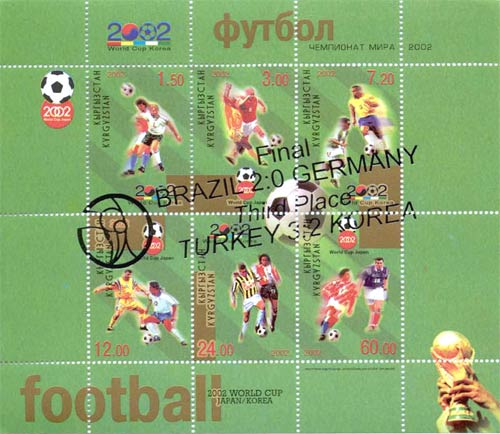
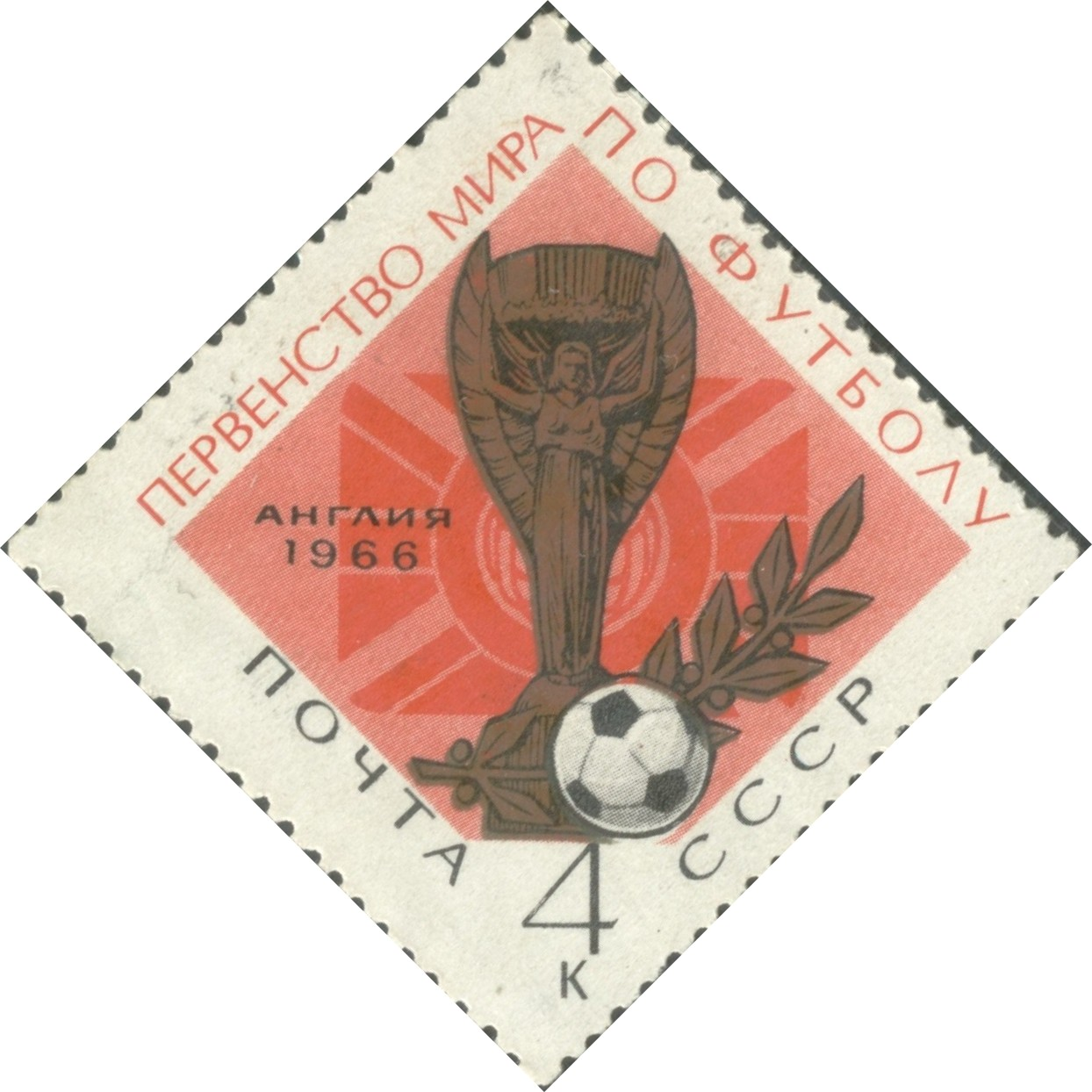
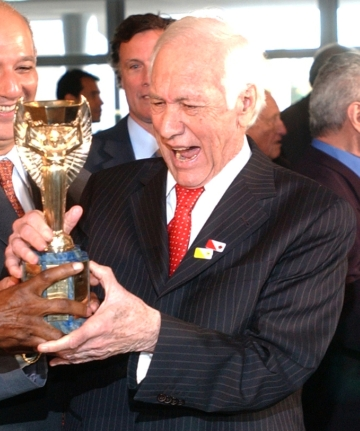
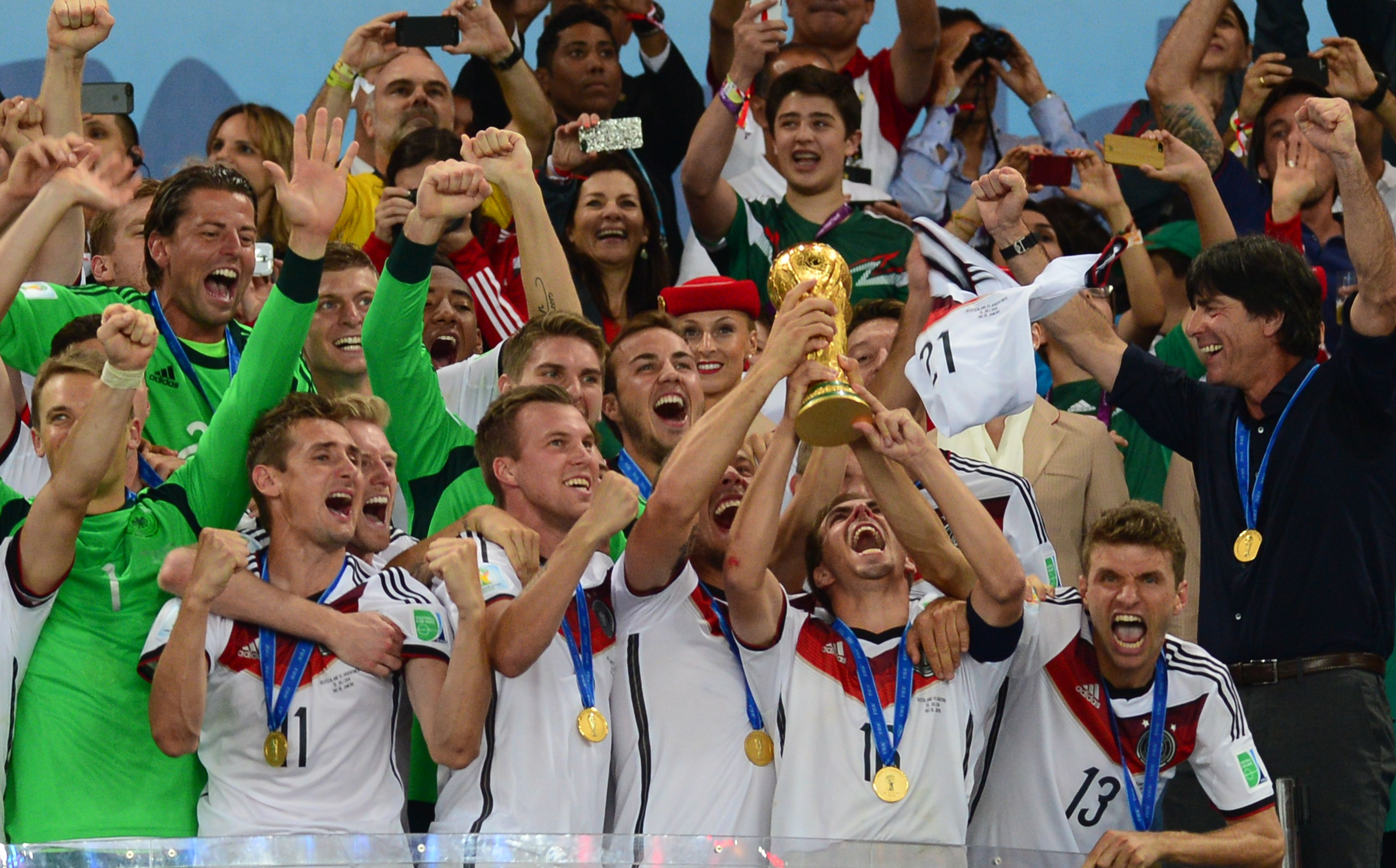

## وصلات خارجية
- قصة سرقة الكأس عام 1966  صحيفة أوبزرفر
- تاريخ كأس العالم لكرة القدم بصيغة (PDF)
- الصفحة الرسمية لكاس العالم لكرة القدم